# Naturfilosofi
Naturfilosofi var en filosofisk gren som studerade naturen; vetenskapsgrenen räknas numera ofta till fysiken, vetenskapsfilosofin, eller andra ämnen. Den första grupp som åsatts detta epitet är de joniska naturfilosoferna som verkade i det forngrekiska Jonien i nuvarande Turkiet. Under antiken var filosofin den högsta av vetenskaper, och till detta hörde även naturvetenskaperna. En naturvetare betraktades med andra ord som filosof; det naturvetenskapliga metoden hade ännu inte utvecklats. Bland tidiga naturfilosofer fanns Diogenes från Apollonia, och Theofrastos. 
Till naturfilosofin hör även naturvetenskapernas teori (till exempel Carl von Linné, Evolutionsteorin) och teoretiserande av naturvetenskaperna (till exempel Hegel, Husserl, Høffding).

## Historik
Naturfilosofi, den filosofiska vetenskapen om naturen, har till uppgift att förklara naturen i dess helhet, att finna det som utgör naturens grund och ur detta söka förklara den. En förklaring av naturen i detalj tillhör naturvetenskapen. Naturfilosofin har att göra endast med naturens allmännaste bestämningar. I sådana måste den också söka sin utgångspunkt, fast den visserligen kan ha mycket att lära av den naturvetenskapliga detaljforskningen. Den måste söka göra sig reda för de synpunkter, ur vilka naturen behöver en förklaring, även för dem ur vilka naturen själv kan ge hänvisning på en sådan. Så finner man, att naturen är relativt livlös, den är mekaniskt bestämd, och relativt levande. Frågan blir nu, vilken av dessa bestämningar skall anses som den, vilken företrädesvis röjer naturens innersta väsen och följaktligen är den, från vilken man har att utgå vid sökandet av naturens förklaring – livlösheten eller livet. Fäster man sig vid den förra, får man en mekanisk naturbetraktelse, och livet skall härledas ur det livlösa. Fäster man sig vid den senare, får man en teleologisk naturbetraktelse, och uppgiften blir att förklara det (övervägande) livlösa som i grunden en lägre form av liv. Hur viktiga dessa synpunkter än må vara, är de dock inte de enda eller ens de ur vilka en förklaring av naturen kan sökas med största framgång. En annan synpunkt är naturens förhållande till människan. Människan tillhör naturen, men hon är genom sin personlighet också höjd över den. Naturen visar sig vara till för människan, vara ett helt av hennes förnimmelser. Det är genom att fästa sig vid denna sida av naturen, som man finner ett alldeles nytt uppslag för betraktelsen av henne. Naturens ofullkomlighet visar sig då kunna och böra förklaras ur ofullkomligheten hos människans förnimmande ande: naturen blir ett fenomen för människan. Har människan förut betraktats som ett moment i naturen, vilket skulle förklaras som en naturprodukt, så blir huvudsynpunkten nu, att naturen är ett moment i människan, nämligen i hennes förnimmelser, och skall förklaras ur människan. Härigenom uppkommer ett fullständigt omslag i den filosofiska betraktelsen av naturen, ett omslag, vilket den egentlige grundläggaren av detta betraktelsesätt, Immanuel Kant, jämfört med den revolution i astronomin, som Nicolaus Copernicus gjorde, då han fann jorden röra sig kring solen, under det att man förut ansett motsatsen vara förhållandet.
En blomstringstid hade naturfilosofin i början av 1800-talet under den tyska filosofins romantiska period, då särskilt Friedrich von Schelling och hans lärjungar, Lorenz Oken, Henrich Steffens, Hans Christian Ørsted, Carl August von Eschenmayer med flera sökte genom den spekulativa metafysikens metoder lösa naturens gåtor. I mera begreppsmässig form gjordes sedan samma försök av Georg Wilhelm Friedrich Hegel och dennes efterföljare, Karl Rosenkranz, Karl Ludwig Michelet med flera. Så följde en tid av övervägande intresse för den exakta och experimentella naturvetenskapen, varunder den allmänna meningen var skeptisk emot all så kallad naturfilosofi, trots att sådana insatser i dess utveckling gjordes, som genom Hermann Lotzes Mikrokosmos (1856-64) och Friedrich Albert Langes Geschichte des materialismus (1865). Men å ena sidan Charles Darwins upptäckter och å den andra James Prescott Joules och Robert Mayers teorier om energins bestånd och naturkrafternas inbördes ekvivalens tycktes ådagalägga möjligheten av en på empiriska metoder grundad mera exakt allmän naturuppfattning. Naturfilosofien upplevde en blomstringsperiod med representanter som Hermann von Helmholtz, Justus von Liebig, Emil Du Bois-Reymond, lord Kelvin, Henri Poincaré, Ernst Haeckel, Wilhelm Ostwald, Svante Arrhenius med flera. Men om den spekulativa naturfilosofien brast i naturvetenskaplig skolning hos sina representanter, så saknar man vanligen hos de naturvetenskapsmän, som för naturfilosofins talan, den filosofiska bildning som uppgiften kräver, varför den utomstående fortfarande torde äga rätt att ställa sig något tvivlande inför de erbjudna svaren på världsgåtorna.

## Kända naturfilosofer
- Charles Darwin
- De joniska naturfilosoferna
- Thales
- Aristoteles
- Ernst Haeckel
- Hippolyte Taine